# Joseph Nuttin
Joseph R. Nuttin (* 7. November 1909 in Zwevegem; † 23. Dezember 1988 in Leuven) war ein belgischer Psychologe und Hochschullehrer.

## Leben
Er studierte Theologie in Brügge und Philosophie an der Katholieke Universiteit Leuven. Im Jahr 1938 wurde er zum Priester geweiht. Später wurde er Ehrendomherr. 1941 promovierte er mit einer Arbeit über „De wet van het effect en de rol van de taak in het leerproces“ („Das Gesetz der Wirkung und die Rolle der Aufgabe beim Lernen“), die er unter der Leitung von Albert Michotte verfasste. 1946 wurde er zum ordentlichen Professor für Psychologie ernannt und verbrachte seine gesamte akademische Laufbahn bis zu seiner Pensionierung im Jahr 1980 in Leuven. Er hat ab 1944 das erste vollständige Psychologieprogramm in Belgien aufgebaut und wurde 1968 der erste Dekan der Fakultät für Psychologie und Erziehungswissenschaften. Er hat das Psychologische Institut von Leuven initiiert und war langjähriger Direktor des psychologischen Laboratoriums an der Katholischen Universität in Leuven. Auf nationaler Ebene war er Mitbegründer der Belgischen Psychologischen Gesellschaft und 1954 der Zeitschrift „Psychologica Belgica“. Er war Mitglied und 1972 Präsident der International Union of Scientific Psychology. 
Er spiele eine aktive Rolle bei der Organisation der Internationalen Kongresse für Psychologie. 1958 war Friedrich Sander, der damalige Präsident der Deutschen Gesellschaft für Psychologie, aufgefordert worden, den XVI. Internationale Kongress für Psychologie in Bonn auszurichten. Als bekannt wurde, dass von Sander nationalsozialistische und antisemitische Äußerungen stammten, stand die Ausrichtung des Kongresses auf der Kippe. Joseph Nuttin und Otto Klineberg ermutigten die deutschen Veranstalter, durch neue Kongressorganisatoren diese Veranstaltung dennoch durchzuführen. Unter der Leitung von Carl Friedrich Graumann, Franz Emanuel Weinert und Albert Wellek konnte die Veranstaltung dann erfolgreich abgehalten werden.
Er hatte Gastprofessuren an den Universitäten von Kansas und Havanna sowie an der Moskauer Akademie inne. Er war auch Stipendiat des Stanford Center for Advanced Study in the Behavioral Sciences. Am Lebensende spendete er einen beträchtlichen Teil seines Vermögens für die Errichtung des Fonds Kanunnik Joseph Nuttin zur Förderung der Grundlagenforschung im Fachbereich Psychologie, dazu gehörte die Errichtung eines Lehrstuhls, die Anschaffung einiger Geräte sowie ein Beitrag zur Förderung von Doktoranden.

## Werk
Nuttin arbeitete auf dem Gebiet der Motivationstheorie, hier entwickelte er die „relationale Theorie der Motivation“, nach der menschliches Verhalten nicht als Folge eigenschaftsähnlich konzipierter Motive ist, sondern als Ergebnis konkreter „kognitiv-dynamischer Mittel-Zweck-Strukturen“ zu interpretieren sei. Auch in seinen Arbeiten zur Persönlichkeitspsychologie wurde von ihm das Prinzip einer relationalen psychologischen Theorie angewandt und die Person als komplexes Netzwerk von Interaktionen zwischen Person und Welt aufgefasst; diese Ansicht wurde in der interaktionistischen Persönlichkeitstheorie von Walter Mischel fortgesetzt. Ein weiteres Arbeitsgebiet von Nuttin war die Psychologie der Zeitperspektive; dabei greift er die auf Kurt Lewin zurückgehende Unterscheidung der räumlichen und der zeitlichen Dimension des Lebensraumes auf. Von ihm wurden auch verschiedene Methoden zur Messung der Zeitperspektive entwickelt und mit motivationalen Variablen in Verbindung gebracht. Die Konzepte von Nuttin wurden im deutschen Sprachraum von der Arbeitsgruppe um Heinz Heckhausen und auch im angelsächsischen Sprachraum aufgegriffen.

## Ehrungen
- 1975 Solvay-Preis als Ehrung für sein Lebenswerk in den Verhaltenswissenschaften
- 1988 Ehrendoktorwürde durch die Universidade de Coimbra

## Publikationen (Auswahl)
Er ist Autor von etwa 15 Büchern auf Niederländisch, Französisch oder Englisch. Viele davon wurden ins Deutsche, Italienische, Portugiesische, Spanische, Polnische, Japanische und Russische übersetzt.
- gem. m. Paul Fraisse und Richard Meili:  Experimental Psychology. Its Scope and Method: Volume V: Motivation, Emotion and Personality.  Psychology Press, London 2014, ISBN  9781315756554.
- Motivation, planning, and action. A relational theory of behavior dynamics. Leuven University Press, Leuven 1984.
- Future time perspective and motivation. Theory and research method.  L. Erlbaum Associates, Hillsdale NJ 1985.
- Theorie de la motivation humaine. Du besoin au projet d'action. Presses universitaires de France, Paris 1980.
- Psychoanalysis and Personality. Greenwood Press, Westport, Connecticut 1976, ISBN 978-0837182599.
  - gem. m. Alois Guggenberger (Übersetzer): Psychoanalyse und Persönlichkeit. (Orig. Psychanalyse et conception spiritualiste de l'homme). Universitätsverlag Fribourg, 1956.